# Arnold Sommerfeld

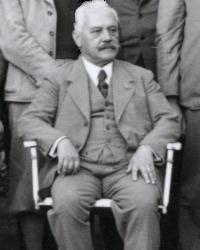
Arnold Sommerfeld, 1935, Stuttgart

Arnold Sommerfeld (Arnold Johannes Wilhelm Sommerfeld; Königsberg, 1868. december 5. – München, 1951. április 26.) a kvantumfizika területén kiemelkedő munkásságáról ismert német elméleti fizikus. 84-szer javasolták Nobel-díjra, és számos későbbi Nobel-díjas fizikus PhD-konzulense volt. 

Sommerfeld vezette be a második kvantumszám (mellékkvantumszám) és a negyedik kvantumszám (spinkvantumszám) fogalmát.
A finomszerkezeti állandó bevezetésében, valamint a röntgensugárzás elméletének kidolgozásában is úttörő szerepet vállalt.

## Tanulmányai
Sommerfeld matematikai és fizikai tudományokat tanult a königsbergi egyetemen (Albertina).
PhD fokozatot 1891-ben szerzett, 23 évesen.
A doktorátusa megszerzése után a tanári diploma megszerzése volt a cél. 1892-ben letette utolsó vizsgáit. Ezután egyéves katonai szolgálatot teljesített a königsbergi tartalékos állományban.

## Munkássága

### Göttingen
A Göttingeni Egyetemen tanársegéd lett Theodor Liebisch mellett, az Ásványtani Intézetben. 1894-ben Felix Klein tanársegéde lett. Ekkor fejezi be habilitációs dolgozatát, mely lehetővé teszi, hogy Sommerfeld magántanári kinevezést kapjon a Göttingeni Egyetemen.
Magántanárként matematikai és fizikai tárgyakat tanított. Ő tanította először Göttingenben a  parciális differenciálegyenletek elméletét. 1895–1896 között forgó testek elméletét tanította és megírta a négykötetes „Die Theorie des Kreisels” című tankönyvet, mely a Kleinnel történt együttműködés 13 évét ölelte fel. Az első két kötete az elmélet, a másik kettő kötet a geofizika, asztronómia és technológia gyakorlati alkalmazásáról szól. Göttingenben ismeri meg későbbi feleségét, Johanna Höpfnert.
Clausthal-Zellerfeldben a matematika-tanszék vezetője lesz, ahol Wilhelm Wien utódja.

### Aachen
1900-ban az Aacheni Műszaki Főiskola alkalmazott matematika-tanszékének vezetője. Ez idő alatt kidolgozta a hidrodinamika elméletét.

### München
1906-tól Sommerfeld a müncheni egyetem Elméleti Fizikai Intézetének professzora és igazgatója. Erre az állásra Wilhelm Röntgen ajánlotta.
A 19. század végén és a 20. század elején Németországban a kísérleti fizikának nagy elismertsége volt a közösségben. Az elméleti fizikusok, mint Sommerfeld Münchenben és Max Born Göttingenben úttörői voltak az elméleti fizikának és a matematikai fizikának, ami segítette az elméletek igazolását.
Sommerfeld, Wolfgang Pauli, Werner Heisenberg, és Walter Heitler Born asszisztensei lettek és kiemelkedő hozzájárulásuk volt a kvantummechanika fejlődésében.
Sommerfeld 32 éven át tanította a mechanikát, elektrodinamikát, optikát, termodinamikát, matematikai statisztikát és a fizikában használatos parciális differenciálegyenleteket. Speciális tanfolyamokat is tartott, melyek alapjai a kutatási területei voltak. Ezen tananyagok később publikációkban megjelentek. 1942-1951 között Sommerfeld az előadásai publikálásán is dolgozott, mely egy hatkötetes anyagban jelent meg: ‘Lectures on Theoretical Physics’ 

## Diákjai
- Nobel-díjasok: Werner Heisenberg, Wolfgang Pauli, Peter Debye, Hans Bethe, Linus Pauling, Isidor Isaac Rabi és Max von Laue.
- Neves fizikusok lettek: Walter Heitler, Rudolf Peierls, Karl Bechert, Hermann Brück, Paul Peter Ewald, Eugene Feenberg, Herbert Fröhlich, Erwin Fues, Ernst Guillemin, Helmut Hönl, Ludwig Hopf, Adolf Kratzer, Otto Laporte, Wilhelm Lenz, Karl Meissner, Rudolf Seeliger, Ernst C. Stückelberg, Heinrich Welker, Gregor Wentzel, Alfred Landé, Léon Brillouin, Edward Condon, Carl Eckart, Edwin C. Kemble, William V. Houston, Karl Herzfeld, Walther Kossel, Philip M. Morse, Howard Robertson, és Wojciech Rubinowicz.[21]

Max Born: “Sommerfeldnek képessége volt tehetségek felfedezésére”.
Albert Einstein hasonló véleményének adott hangot.
Sommerfeld diákjaival közvetlen viszonyt tartott fenn és gyakran meghívta őket alpesi síházába, ahol sízés után a fizika volt a téma.

## További munkássága
Müncheni tartózkodása alatt kapcsolatba került Einstein speciális relativitáselméletével, mely akkor még nem volt annyira elfogadott. Matematikai hozzájárulása segített az elmélet elfogadásában a szkeptikusok körében.
1914-ben együtt dolgozott Léon Brillouin-nel az elektromágneses hullámok terjedésének kutatásában. A kvantummechanika egyik „alapítója”. Néhány a témába vágó felfedezése és munkája a Sommerfeld–Wilson kvantálási szabályok, a Bohr–féle atommodell általánosítása, a Sommerfeld–Kossel eltolási törvény. 1919-ben publikálta az „Atombau und Spektrallinien” című tanulmányt, mely az atomelmélet “Bibliája” lett. 1918-ban Einsteint követte a Deutsche Physikalische Gesellschaft (DPG, Német Fizikai Társaság) elnöki székében. A DPG kiadványa volt a 'Zeitschrift für Physik', mely korának legjelentősebb fizikai havilapja volt. Az 1922/1923-as téli szemeszterben a University of Wisconsin–Madison (USA) egyetemen tartott előadásokat. 1927-ben Sommerfeld kombinálta a Fermi–Dirac-statisztikát és a Drude-modellt. A kapott szabadelektron-modell több problémát megoldott és Drude–Sommerfeld-modellként is ismertté vált. 1928/1929: Sommerfeld világ körüli útra indult, melynek főbb állomásai: India, Kína, Japán és az USA.
Sommerfeld nagy elméleti tudós volt és jelentős mértékben járult hozzá a kvantummechanika és az elektromágneses elmélet kidolgozásához.
A Sommerfeld-azonosság és a Sommerfeld integrálok a mai napig használatosak problémák megoldásánál. 1920 és 1928 között a német nyelvű fizikusok egyharmada nála tanult elméleti fizikát. 1935-ben emeritus státust kapott. Hitler hatalomra jutása után háttérbe szorították. Sommerfeld számos díjat kapott (Lorentz-medál, Max-Planck Medal, Oersted Medal). Tagja számos akadémiának (londoni Royal Society, USA Nemzeti Akadémia, a Szovjetunió Tudományos Akadémiája, Indiai Tudományos Akadémia), egyetemek díszdoktora (Berlin, München, Göttingen, Bécs, Rostock, Aachen, Kalkutta, és Athén).
Sommerfeld 1951-ben halt meg Münchenben, egy autóbaleset következtében.

## Emlékezete
2004-ben a müncheni egyetem Fizikai Intézete felvette a nevét.

## Mondásai
„A termodinamika szép tárgy.
Amikor először áttanulmányozod, semmit sem értesz belőle.
Második alkalommal, amikor újra átolvasod, azt hiszed, hogy megértetted, kivéve egy–két kisebb fejezetet.
Harmadik alkalommal már tudod, hogy nem fogod megérteni, de idővel annyit alkalmazod, hogy ez már nem fog zavarni többet…”